# Festuca hubsugulica
Festuca hubsugulica là một loài thực vật có hoa trong họ Hòa thảo. Loài này được Krivot. mô tả khoa học đầu tiên năm 1955.